# Toçatan, Doğubayazıt
Topçatan là một xã thuộc huyện Doğubayazıt, tỉnh Ağrı, Thổ Nhĩ Kỳ. Dân số thời điểm năm 2011 là 580 người.